# Megadeths diskografi
Detta är en diskografi för det amerikanska metalbandet Megadeth. Bandet har sedan bildandet 1983 givit ut femton studioalbum, fem livealbum, sex samlingar, två EP-skivor, ett 40-tal singlar samt elva videoalbum. De har sålt över 50 miljoner album världen runt.

## Studioalbum
| År                                                     | Information | Högsta listposition | Högsta listposition | Högsta listposition | Högsta listposition | Högsta listposition | Högsta listposition | Högsta listposition | Högsta listposition | Högsta listposition | Högsta listposition | Högsta listposition | Högsta listposition | Certifikat        |
| År                                                     | Information | US                  | AUS                 | AUT                 | CAN                 | FIN                 | FRA                 | GER                 | JPN                 | NLD                 | SWE                 | SWI                 | UK                  | Certifikat        |
| ------------------------------------------------------ | --- | ------------------- | ------------------- | ------------------- | ------------------- | ------------------- | ------------------- | ------------------- | ------------------- | ------------------- | ------------------- | ------------------- | ------------------- | ----------------- |
| 1985                                                   | Killing Is My Business... And Business Is Good! - Släppt: Maj 1985 - Skivbolag: Combat (MX 8015) - Format: CD, LP, kassettband   | —                   | —                   | —                   | —                   | —                   | —                   | —                   | —                   | —                   | —                   | —                   | —                   |                   |
| 1986                                                   | Peace Sells... But Who's Buying? - Släppt: Oktober 1986 - Skivbolag: Capitol (CDP 7-46370-2) - Format: CD, LP, kassettband DVD-A | 76                  | —                   | —                   | —                   | —                   | —                   | —                   | 182                 | —                   | —                   | —                   | —                   | - USA: Platina    |
| 1988                                                   | So Far, So Good... So What! - Släppt: Januari 1988 - Skivbolag: Capitol (CDP 7-48148-2) - Format: CD, LP, kassettband            | 28                  | —                   | —                   | 40                  | —                   | —                   | —                   | 57                  | 51                  | 37                  | 28                  | 18                  | - USA: Platina    |
| 1990                                                   | Rust in Peace - Släppt: 24 september 1990 - Skivbolag: Capitol (CDP 7-98531-2) - Format: CD, LP, kassettband                     | 23                  | 47                  | —                   | 70                  | —                   | —                   | —                   | 29                  | 72                  | 34                  | 29                  | 8                   | - USA: Platina    |
| 1992                                                   | Countdown to Extinction - Släppt: 14 juli 1992 - Skivbolag: Capitol (CDP 7-91935-2) - Format: CD, LP, kassettband                | 2                   | 14                  | 12                  | 25                  | —                   | —                   | 18                  | 6                   | 45                  | 10                  | 16                  | 5                   | - USA: 2× Platina |
| 1994                                                   | Youthanasia - Släppt: 31 oktober 1994 - Skivbolag: Capitol (72438-29004-2-9) - Format: CD, LP, kassettband                       | 4                   | 9                   | 26                  | 11                  | —                   | —                   | 13                  | 11                  | 20                  | 4                   | 32                  | 6                   | - USA: Platina    |
| 1997                                                   | Cryptic Writings - Släppt: 17 juni 1997 - Skivbolag: Capitol (72438-38262-2-3) - Format: CD, LP, kassettband                     | 10                  | 43                  | 30                  | 17                  | 2                   | 14                  | 22                  | 7                   | 48                  | 15                  | 45                  | 38                  | - USA: Platina    |
| 1999                                                   | Risk - Släppt: 31 augusti 1999 - Skivbolag: Capitol (72434-99134-0-0) - Format: CD, LP, kassettband                              | 16                  | —                   | 34                  | 14                  | 8                   | 37                  | 38                  | 11                  | 39                  | 17                  | —                   | 29                  |                   |
| 2001                                                   | The World Needs a Hero - Släppt: 15 maj 2001 - Skivbolag: Sanctuary (06076-84503-2) - Format: CD, LP, kassettband                | 16                  | —                   | 59                  | 20                  | 23                  | 28                  | 36                  | 17                  | 80                  | 38                  | 94                  | 45                  |                   |
| 2004                                                   | The System Has Failed - Released: 14 september 2004 - Skivbolag: Sanctuary (06076-84708-2) - Format: CD                          | 18                  | —                   | 43                  | 10                  | 12                  | 28                  | 29                  | 15                  | 32                  | 14                  | 57                  | 60                  |                   |
| 2007                                                   | United Abominations - Släppt: 14 maj 2007 - Skivbolag: Roadrunner (RR 8029-2) - Format: CD, LP                                   | 8                   | 23                  | 17                  | 5                   | 2                   | 40                  | 28                  | 9                   | 49                  | 15                  | 38                  | 23                  |                   |
| 2009                                                   | Endgame - Släppt: 15 september 2009 - Skivbolag: Roadrunner (RR 7885-2) - Format: CD, LP                                         | 9                   | 11                  | 22                  | 4                   | 7                   | 28                  | 21                  | 16                  | 22                  | 17                  | 32                  | 24                  |                   |
| 2011                                                   | Thirteen - Släppt: 1 november 2011 - Skivbolag: Roadrunner - Format: CD, LP                                                      | 11                  | 13                  | 28                  | 8                   | 8                   | 49                  | 25                  | 11                  | 42                  | 18                  | 23                  | 34                  |                   |
| 2013                                                   | Super Collider - Släppt: 4 juni 2013 - Skivbolag: Universal - Format: CD, LP                                                     | 6                   | 28                  | 26                  | 4                   | 4                   | 43                  | 24                  | 12                  | 36                  | 15                  | 21                  | 22                  |                   |
| 2016                                                   | Dystopia - Släppt: 22 januari 2016 - Skivbolag: Universal - Format: CD, LP                                                       | 3                   | 6                   | 14                  | 3                   | 3                   | 39                  | 10                  | 16                  | 25                  | 19                  | 7                   | 11                  |                   |
| 2022                                                   | The Sick, the Dying... and the Dead! - Släppt: 2 september 2022 - Skivbolag: Universal - Format:                                 |                     |                     |                     |                     |                     |                     |                     |                     |                     |                     |                     |                     |                   |
| "—" anger ett album som inte hamnade på angiven lista. | |                     |                     |                     |                     |                     |                     |                     |                     |                     |                     |                     |                     |                   |

## Livealbum
- 2002 - Rude Awakening
- 2006 - Unplugged in Boston (endast för fanclub)
- 2007 - That One Night: Live in Buenos Aires
- 2010 - The Big 4 Live from Sofia, Bulgaria

## Samlingsalbum
- 2000 - Capitol Punishment: The Megadeth Years
- 2002 - Still Alive... And Well?
- 2005 - Greatest Hits: Back to the Start
- 2007 - Warchest (samlingsbox)
- 2008 - Anthology: Set the World Afire

## EP-skivor
- 1991 - Maximum Megadeth
- 1995 - Hidden Treasures

## Singlar
| År                                                         | Titel                                | Högsta position | Högsta position | Högsta position | Högsta position | Högsta position | Högsta position | Högsta position | Album                                   |
| År                                                         | Titel                                | US              | US Main.        | AUS             | CAN             | IRL             | NZ              | UK              | Album                                   |
| ---------------------------------------------------------- | ------------------------------------ | --------------- | --------------- | --------------- | --------------- | --------------- | --------------- | --------------- | --------------------------------------- |
| 1986                                                       | "Wake Up Dead"                       | —               | —               | —               | —               | —               | —               | 65              | Peace Sells... But Who's Buying?        |
| 1986                                                       | "Peace Sells"                        | —               | —               | —               | —               | —               | —               | —               | Peace Sells... But Who's Buying?        |
| 1988                                                       | "Mary Jane"                          | —               | —               | —               | —               | —               | 46              | 46              | So Far, So Good... So What!             |
| 1988                                                       | "Anarchy in the U.K."                | —               | —               | —               | —               | —               | 13              | 45              | So Far, So Good... So What!             |
| 1988                                                       | "In My Darkest Hour"                 | —               | —               | —               | —               | —               | —               | —               | So Far, So Good... So What!             |
| 1988                                                       | "Hook in Mouth"                      | —               | —               | —               | —               | —               | —               | —               | So Far, So Good... So What!             |
| 1989                                                       | "Liar"                               | —               | —               | —               | —               | —               | —               | —               | So Far, So Good... So What!             |
| 1989                                                       | "No More Mr. Nice Guy"               | —               | —               | 48              | —               | 7               | —               | 13              | Filmen Shocker                          |
| 1990                                                       | "Holy Wars... The Punishment Due"    | —               | —               | —               | —               | 12              | —               | 24              | Rust in Peace                           |
| 1991                                                       | "Hangar 18"                          | —               | —               | —               | —               | 25              | —               | 26              | Rust in Peace                           |
| 1992                                                       | "Foreclosure of a Dream"             | —               | 30              | —               | —               | —               | —               | —               | Countdown to Extinction                 |
| 1992                                                       | "Symphony of Destruction"            | 71              | 29              | —               | 91              | 14              | 15              | 15              | Countdown to Extinction                 |
| 1993                                                       | "Skin o' My Teeth"                   | —               | —               | —               | —               | 11              | —               | 13              | Countdown to Extinction                 |
| 1993                                                       | "Sweating Bullets"                   | —               | 27              | —               | —               | 18              | —               | 26              | Countdown to Extinction                 |
| 1994                                                       | "Crown of Worms"                     | —               | —               | —               | —               | —               | —               | —               | Ej på album                             |
| 1994                                                       | "Train of Consequences"              | —               | 29              | —               | —               | —               | —               | 22              | Youthanasia                             |
| 1995                                                       | "A Tout le Monde"                    | —               | 31              | —               | —               | —               | —               | —               | Youthanasia                             |
| 1995                                                       | "Angry Again"                        | —               | 18              | —               | —               | —               | —               | —               | Hidden Treasures                        |
| 1995                                                       | "99 Ways to Die"                     | —               | —               | —               | —               | —               | —               | —               | Hidden Treasures                        |
| 1997                                                       | "Trust"                              | —               | 5               | —               | —               | —               | —               | —               | Cryptic Writings                        |
| 1997                                                       | "Almost Honest"                      | —               | 8               | —               | —               | —               | —               | —               | Cryptic Writings                        |
| 1998                                                       | "Use the Man"                        | —               | 15              | —               | —               | —               | —               | —               | Cryptic Writings                        |
| 1998                                                       | "A Secret Place"                     | —               | 19              | —               | —               | —               | —               | —               | Cryptic Writings                        |
| 1999                                                       | "Crush 'Em"                          | —               | 6               | —               | —               | —               | —               | —               | Risk                                    |
| 2000                                                       | "Breadline"                          | —               | 6               | —               | —               | —               | —               | —               | Risk                                    |
| 2000                                                       | "Insomnia"                           | —               | 26              | —               | —               | —               | —               | —               | Risk                                    |
| 2000                                                       | "Kill the King"                      | —               | 21              | —               | —               | —               | —               | —               | Capitol Punishment: The Megadeth Years  |
| 2001                                                       | "Moto Psycho"                        | —               | 22              | —               | —               | —               | —               | —               | The World Needs a Hero                  |
| 2001                                                       | "Dread and the Fugitive Mind"        | —               | —               | —               | —               | —               | —               | —               | The World Needs a Hero                  |
| 2004                                                       | "Die Dead Enough"                    | —               | 21              | —               | —               | —               | —               | —               | The System Has Failed                   |
| 2005                                                       | "Of Mice and Men"                    | —               | 39              | —               | —               | —               | —               | —               | The System Has Failed                   |
| 2005                                                       | "The Scorpion"                       | —               | —               | —               | —               | —               | —               | —               | The System Has Failed                   |
| 2006                                                       | "Gears of War"                       | —               | —               | —               | —               | —               | —               | —               | United Abominations                     |
| 2007                                                       | "A Tout le Monde (Set Me Free)"      | —               | —               | —               | —               | —               | —               | —               | United Abominations                     |
| 2007                                                       | "Sleepwalker"                        | —               | —               | —               | —               | —               | —               | —               | United Abominations                     |
| 2007                                                       | "Washington Is Next!"                | —               | —               | —               | —               | —               | —               | —               | United Abominations                     |
| 2007                                                       | "Never Walk Alone... A Call to Arms" | —               | —               | —               | —               | —               | —               | —               | United Abominations                     |
| 2009                                                       | "Head Crusher"                       | —               | —               | —               | —               | —               | —               | —               | Endgame                                 |
| 2010                                                       | "The Right to Go Insane"             | —               | 34              | —               | —               | —               | —               | —               | Endgame                                 |
| 2010                                                       | "44 Minutes"                         | —               | —               | —               | —               | —               | —               | —               | Endgame                                 |
| 2010                                                       | "Sudden Death"                       | —               | —               | —               | —               | —               | —               | —               | TV-spelet Guitar Hero: Warriors of Rock |
| 2011                                                       | "Never Dead"                         | —               | —               | —               | —               | —               | —               | —               | Thirteen                                |
| 2011                                                       | "Public Enemy No. 1"                 | —               | 28              | —               | —               | —               | —               | —               | Thirteen                                |
| 2012                                                       | "Whose Life (Is It Anyways?)"        | —               | —               | —               | —               | —               | —               | —               | Thirteen                                |
| "—" denoterar en singel som inte hamnade på angiven lista. |                                      |                 |                 |                 |                 |                 |                 |                 |                                         |

## Videografi

### Videoalbum
- 1991 - Rusted Pieces (VHS)
- 1993 - Exposure of a Dream (VHS)
- 1995 - Evolver: The Making of Youthanasia (VHS)
- 2001 - "Behind the Music" (DVD)
- 2002 - Rude Awakening (DVD)
- 2004 - Video Hits (DVD)
- 2006 - Arsenal of Megadeth (DVD)
- 2007 - That One Night: Live in Buenos Aires (DVD)
- 2008 - Blood in the Water: Live in San Diego (DVD)
- 2010 - Rust in Peace Live (DVD)
- 2010 - The Big 4 Live from Sofia, Bulgaria (DVD)

### Musikvideor
| År   | Titel                                | Regissör                        |
| ---- | ------------------------------------ | ------------------------------- |
| 1986 | "Peace Sells"                        | Robert Longo                    |
| 1987 | "Wake Up Dead"                       | Penelope Spheeris               |
| 1988 | "In My Darkest Hour"                 | Penelope Spheeris               |
| 1988 | "Anarchy in the U.K."                | David Mackie                    |
| 1989 | "No More Mr. Nice Guy"               | Penelope Spheeris               |
| 1990 | "Holy Wars... The Punishment Due"    | Benjamin Stokes, Eric Zimmerman |
| 1990 | "Hangar 18"                          | Paul Boyington                  |
| 1991 | "Go to Hell"                         | Eric Zimmerman, Eric Koziol     |
| 1992 | "Foreclosure of a Dream"             | Jeff Richter                    |
| 1992 | "High Speed Dirt"                    | Eric Zimmerman, Eric Koziol     |
| 1992 | "Symphony of Destruction"            | Wayne Isham                     |
| 1992 | "Skin o' My Teeth"                   | Eric Zimmerman, Eric Koziol     |
| 1993 | "99 Ways to Die"                     | Wayne Isham                     |
| 1993 | "Sweating Bullets"                   | Wayne Isham                     |
| 1994 | "A Tout le Monde"                    | Justin Keith                    |
| 1994 | "Reckoning Day"                      | Jerry Behrens                   |
| 1994 | "Angry Again"                        | Wayne Isham                     |
| 1994 | "Train of Consequences"              | Wayne Isham                     |
| 1997 | "Trust"                              | Liz Friedlander                 |
| 1997 | "Almost Honest"                      | Scott Richter                   |
| 1998 | "A Secret Place"                     | Kyle LaBreche                   |
| 1999 | "Insomnia"                           | Len Wiseman                     |
| 1999 | "Crush 'Em"                          | Len Wiseman                     |
| 2000 | "Breadline"                          | John Richards                   |
| 2001 | "Moto Psycho"                        | Nathan Cox                      |
| 2004 | "Die Dead Enough"                    | Thomas Mignone                  |
| 2005 | "Of Mice and Men"                    | Michael Sarna                   |
| 2007 | "A Tout le Monde (Set Me Free)"      | Aggressive                      |
| 2007 | "Never Walk Alone... A Call to Arms" | Labworks                        |
| 2009 | "Head Crusher"                       | Patrick Kendall                 |
| 2010 | "The Right to Go Insane"             | Bill Fishman                    |
| 2011 | "Public Enemy No. 1"                 |                                 |
| 2012 | "Whose Life (Is It Anyways?)"        |                                 |